# Замок Хорстон
Замок Хорстон (англ. Horston Castle), также известный как замок Хорсли (англ. Horsley Castle) — руины замка примерно в миле к югу от деревни Хорсли в графстве Дербишир и в пяти милях к северу от города Дерби. Руины внесены в список древних памятников; на 2018 год из-за плохого состояния также числятся в реестре исторического наследия Англии, находящегося под угрозой.
Нормандский замок был построен по типу мотт и бейли Ральфом де Буроном. В XIII веке король Иоанн перестроил его в камне, добавив к донжону, часовню, торхаус и барбакан. В 1514 году он был пожалован Генрихом VIII герцогу Норфолку после победы над шотландцами при Флоддене (1513). Позже он перешёл во владение семьи Стенхоуп.
В какой-то момент замок разобрали на строительный камень. Есть видимые остатки крепости, хотя сейчас она сильно заросла.